# 阔什艾日克乡
阔什艾日克乡，是中华人民共和国新疆维吾尔自治区喀什地区莎车县下辖的一个乡镇级行政单位。

## 行政区划
阔什艾日克乡下辖以下地区：
尼皮其村、托万尼皮其村、托格热艾日克村、库木巴格村、阿克巴什村、格勒当村、巴扎村、坎麦盖提村、阔依其村、阔什艾日克村、博孜艾日克村、色日克布亚村和阿克兰干村。